# Юньнань
Юньна́нь (кит. упр. 云南, пиньинь Yúnnán, буквально: «облачный Юг»; устар. пер. Юнь-нань) — провинция на юге Китайской Народной Республики. Административный центр и крупнейший город — Куньмин. Согласно переписи 2020 года, в Юньнани проживало 47,209 млн человек.

## География
Провинция Юньнань — самая юго-западная провинция КНР, граничащая на юге с Лаосом и Вьетнамом, на западе — с Мьянмой, на севере — с Тибетским автономным районом и провинцией Сычуань, на востоке — с провинцией Гуйчжоу и Гуанси-Чжуанским автономным районом. Тропик Рака проходит на юге. Протяжённость границы с Мьянмой, Лаосом и Вьетнамом — 4060 км. 
Большую часть территории провинции покрывают горы. На севере расположены Сино-Тибетские горы, входящие в качестве геоморфологического региона в состав Тибетского нагорья, которые в переделах этой провинции достигают в высоту 6740 м. К югу они переходят в живописное Юньнань-Гуйчжоуское нагорье.
В Юньнани протекают такие крупные реки, как Янцзы, Меконг и Нуцзян (Салуин), берущие своё начало на Тибетском плато, а также менее длинная река Юаньцзян (Хонгха), исток которой находится в Юньнань-Гуйчжоуском нагорье. К крупнейшим озёрам относится Дяньчи, расположенное неподалёку от Куньмина, а также Эрхай и Фусянь.
Кроме областей высотной поясности, в Юньнани преобладает тропический климат (на севере и западе — умеренный).

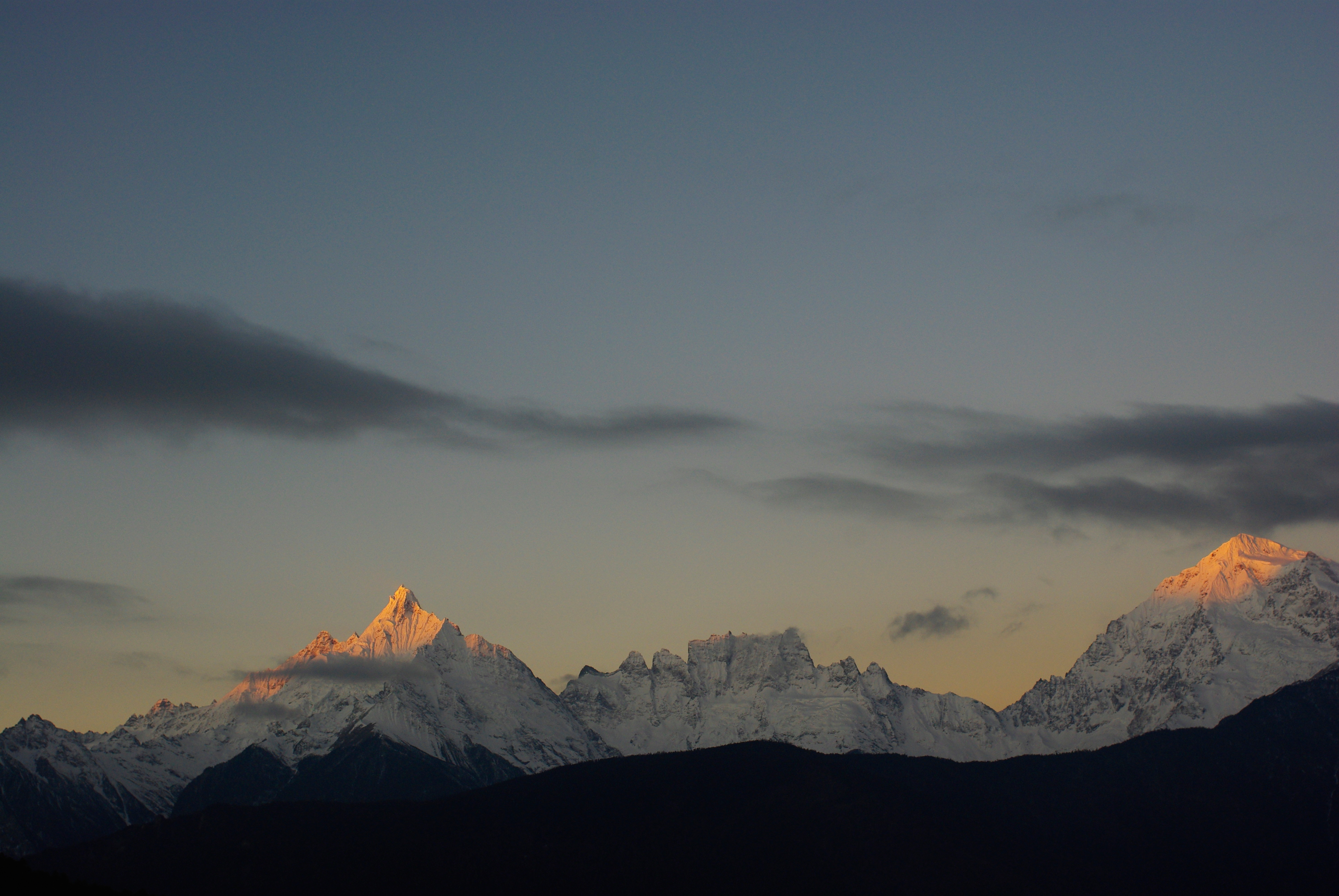
Сино-Тибетские горы, Мэйлисюэшань
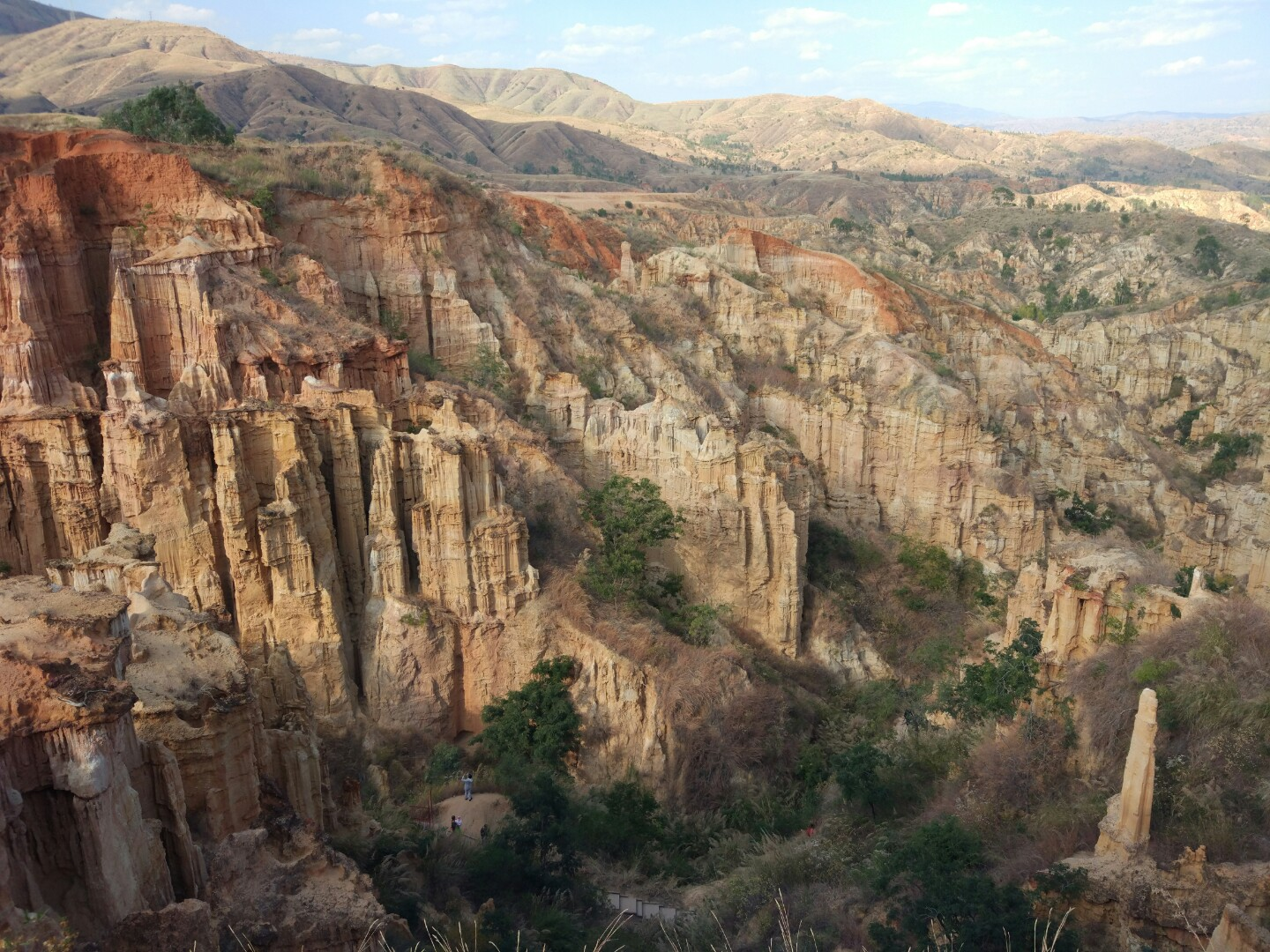
Юньнань-Гуйчжоуское нагорье
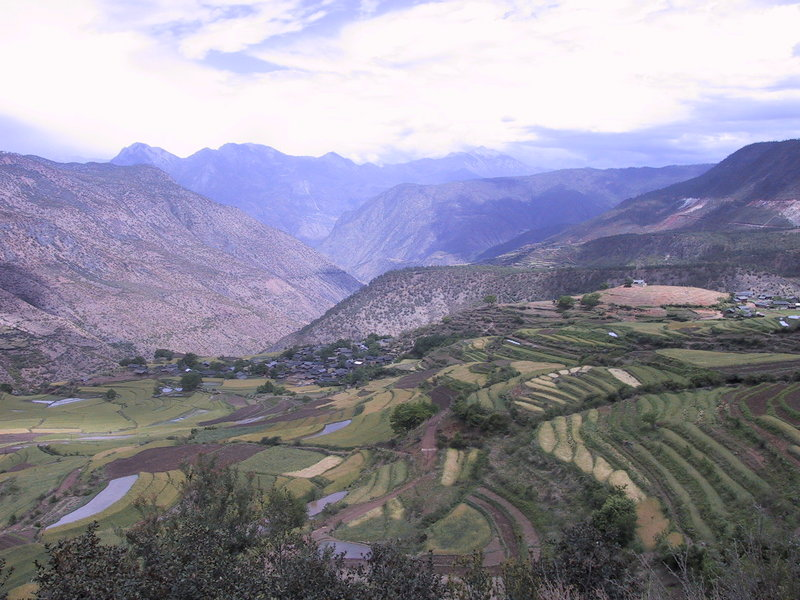
Типичный ландшафт Юньнани

### Животный мир
Провинция Юньнань является важным национальным районом биоразнообразия амфибий и пресмыкающихся. На конец 2022 года здесь зарегистрировано 211 видов амфибий и 243 вида пресмыкающихся, что превышает подобные цифры для других провинций. Только в одном 2022 году здесь было открыто 11 новых видов амфибий и 8 новых видов пресмыкающихся.

## История

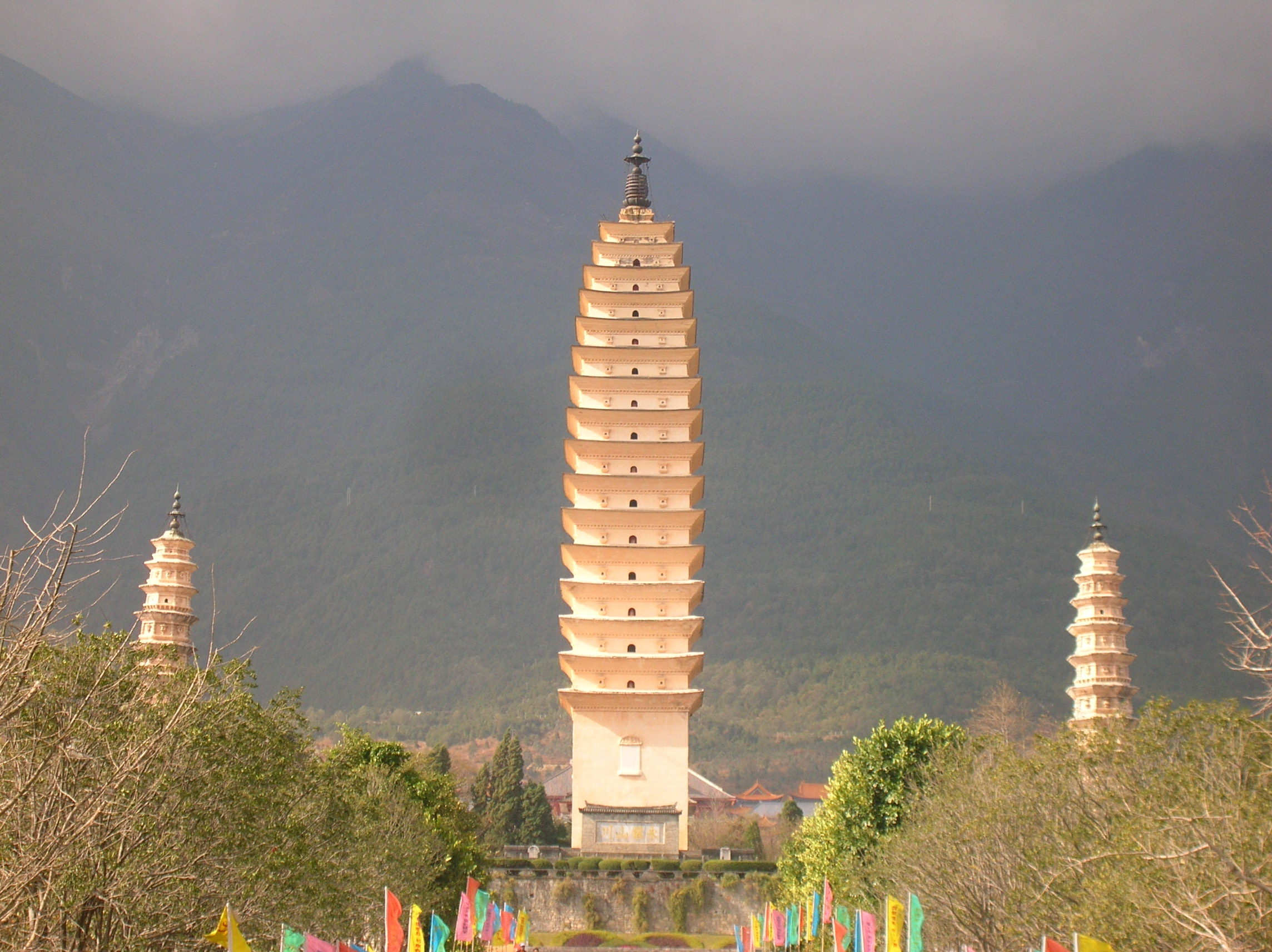
Три пагоды в Дали — памятник эпохи Наньчжао

Начиная с середины III века до н. э. Дянь и прочие тайские княжества на территории Юньнани подвергаются нападениям со стороны китайских государств — сначала княжества Чу, а после объединения китайских земель в единое государство — империй Цинь и Хань. К 200 году до н. э. почти вся территория теперешней Юньнани входит в состав Ханьской империи. В 122 году до н. э. тайцам ненадолго удалось добиться независимости под эгидой королевства Альяо, но уже через 12 лет император У-ди вновь завоевал эти стратегически важные для торговли с Бирмой и Индией территории. При нем одно из княжеств, расположенных на этой территории, получило имя Юньнань.
В 320 году н. э. в Юньнань, спасаясь от набегов центральноазиатских народов на северокитайские земли, переселился клан Цуань, который правил этими землями почти 400 лет.
В 650 году на территории будущей провинции возникает царство Наньчжао (столица — Дали), независимость которого признаёт империя Тан. Царство находится в дружеских отношениях с Тан, становится её союзником в войнах с Тибетом, а в 735 году царь Пилогэ присоединяет Наньчжао к империи Тан. Однако уже его сын Гэлофэн объявляет через 17 лет независимость Наньчжао. С этого момента начинается череда войн Наньчжао с Тан, ведомых с переменным успехом. С 877 года оба государства устанавливают мир, в 902 году Наньчжао уходит с исторической арены и в 937 году большую часть Юньнани занимает её преемник — царство Дали, стабильно управляющее регионом до тех пор, пока в 1254 году его не захватывают монголы во главе с ханом Хубилаем.
Первым наместником монгольского императора в Юньнани стал выходец из Бухары мусульманин Сеид Аджаль Шамсуддин. Тайские племена эмигрируют на территорию современного Таиланда и Индии.

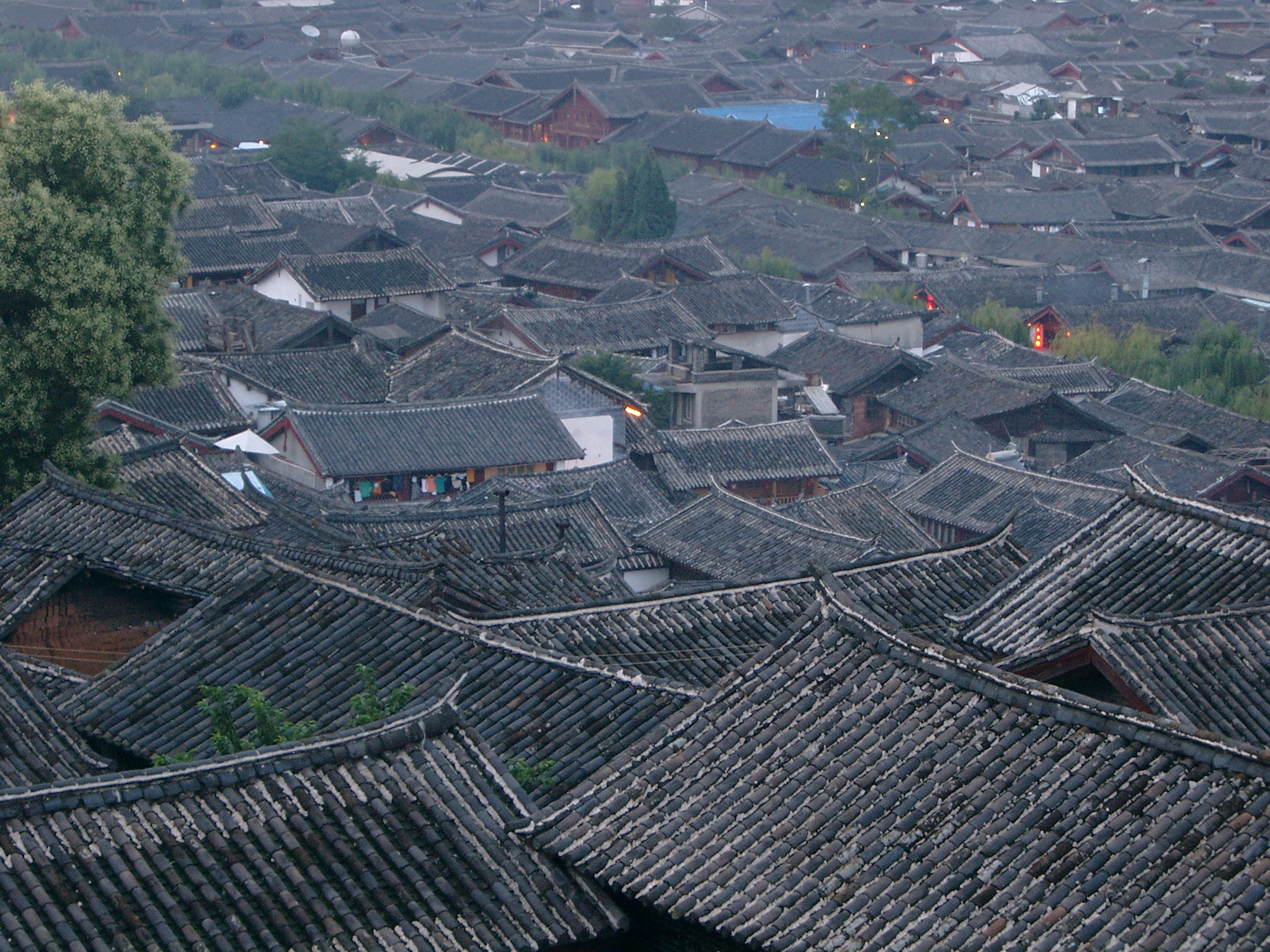
Крыши старого города Лицзян

После этого события история Юньнани сливается с историей Китая. Долгое время провинция всплывает в анналах истории только в связи с войной цинской империи против последнего минского императора Чжу Юлана, восстаниями У Саньгуя (1674 год), мяо (1735 год) или мусульман-хуэйцзу (мусульман-ханьцев) в 1860-х годах. Так в 1863 году, когда вождь пантайских повстанцев Ду Вэньсю объявил себя «султаном Сулейманом», правителем государства Пиннань Го («Страна умиротворённого Юга») со столицей в Дали. В 1873 году султан был разбит и казнён войсками цинской империи.
Решающую роль в развитии провинции сыграло строительство французами в 1896—1910 годах железнодорожной ветки Ханой — Куньмин.
После синьхайской революции 1911 года в 1916 году провинция Юньнань стала первой из тех, которые воспротивились диктаторскому правлению Юаня Шикая. Позже она одной из первых возвращается в сферу влияния Гоминьдана. В 1927 году произошёл переворот, в результате которого генералами был свергнут губернатор Тан Цзияо и был поставлен Лун Юнь. Во время китайско-японской войны из Бирмы в Юньнань была построена знаменитая Бирманская дорога — единственная связь Китая с Союзниками, по которой поставлялось вооружение и гуманитарная помощь. Куньмин между тем на короткое время стал интеллектуальным и культурным центром Китая — туда, спасаясь от японских агрессоров, бежала основная часть китайской интеллигенции.
С 1950 года Юньнань входит в состав Китайской Народной Республики.

## Население

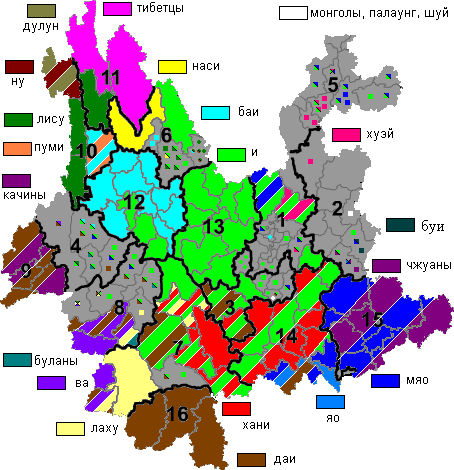
Основные автономные районы в пределах Юньнани (исключая Хуэй)

Административным центром Юньнани является город Куньмин (более 4 млн жителей) — культурный и промышленный центр провинции. Крупными городами являются также расположенный у озера Эр-Хай Дали (520 тыс.) с многочисленными историческими достопримечательностями; Гэцзю, Чжаотун, Баошань и Цюдзинь. По состоянию на 2007 год 70 % населения провинции составляли сельские жители.
Провинция Юньнань отличается очень высоким уровнем этнического разнообразия. Здесь проживает наибольшее количество этнических групп среди провинций и автономных районов Китая. Из 56 признанных этнических групп страны двадцать пять находятся в Юньнани. Большинство составляют китайцы (ханьцы); около 38 % населения провинции являются представителями этнических меньшинств, включая и, бай, хани, тай, дайцев, мяо, лису, хуэй, лаху, ва, наси, яо, тибетцев, цзинпо, буланов, пуми, ну, ачанов, цзино, монголов, дерунгов, маньчжуров, шуйцев и буи. Представлены и другие группы, но они не живут в компактных поселениях и не достигают требуемого порога в пять тысяч человек, чтобы получить официальный статус пребывания в провинции. Мосо, которые официально признаны частью народа наси, в прошлом имели официальный статус национального меньшинства.
Этнические группы широко распространены в провинции. Около двадцати пяти меньшинств проживают компактными общинами, каждая из которых насчитывает более пяти тысяч человек. Десять этнических меньшинств, проживающих в приграничных районах и речных долинах, включают хуэй, маньчжуров, бай, наси, монголов, чжуан, дайцев, ачанов, буи и шуйцев с общей численностью 4,5 миллиона человек; в низкогорных районах проживают хани, яо, лаху, ва, цзинпо, буланы и цзино с общей численностью 5 миллионов человек; в высокогорных районах проживают мяо, лису, тибетцы, пуми и дулуны с общей численностью населения 4 миллиона человек.

### Языки

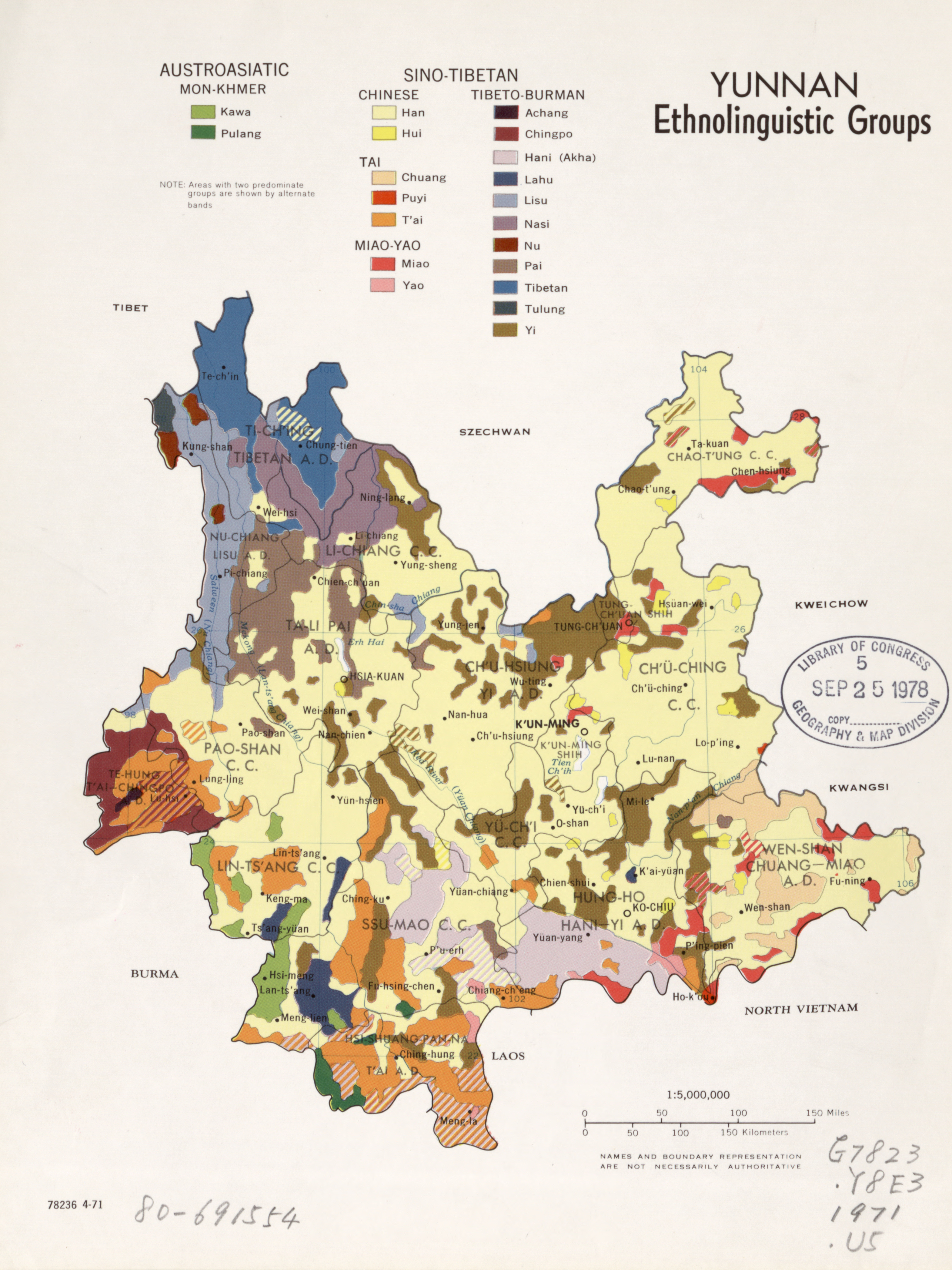
Карта ЦРУ, показывающая территорию расселения этнолингвистических групп в Юньнани (1971 год)

Большинство диалектов китайского языка, на которых говорят в Юньнани, относятся к юго-западной подгруппе севернокитайского языка и поэтому очень похожи на диалекты соседних провинций Сычуань и Гуйчжоу. Примечательные черты, обнаруженные во многих диалектах Юньнани, включают частичную или полную потерю различия между финалями /n/ и /ŋ/, а также отсутствие /y/. В дополнение к местным диалектам большинство людей также говорят на стандартном китайском языке (путунхуа, обычно называемом «севернокитайским языком»), который используется в средствах массовой информации, правительством и в качестве языка обучения в школах и университетах.
Этническое разнообразие Юньнани отражается в её языковом разнообразии. Языки, на которых говорят в Юньнани, включают тибето-бирманские языки, такие как бай, и, тибетский, хани, цзинпо, лису, лаху, наси; тайские языки, такие как чжуанский, буи, дунский, шуйский, тай-лы и тай-ныа; а также языки хмонг-мьен.
В частности, носители языка наси используют письмо дунба, которое является единственной пиктографической системой письма, используемой в мире сегодня. Письмо дунба в основном использовалось для предоставления священникам дунба инструкций о том, как проводить свои ритуалы: сегодня письмо дунба больше используется как туристическая достопримечательность. Возможно, самым известным западным ученым дунба был Джозеф Рок.

## Административное деление
Юньнань делится на 8 городских округов и 8 автономных округов:
| Карта | №                                       | Русское название     | Китайское название                | Пиньинь          | Тип |
| ----- | --------------------------------------- | -------------------- | --------------------------------- | ---------------- | --- |
|       |                                         |                      |                                   |                  |     |
| 1     | Куньмин                                 | 昆明市               | Kūnmíng Shì                       | городской округ  |     |
| 2     | Цюйцзин                                 | 曲靖市               | Qǔjìng Shì                        | городской округ  |     |
| 3     | Юйси                                    | 玉溪市               | Yùxī Shì                          | городской округ  |     |
| 4     | Баошань                                 | 保山市               | Bǎoshān Shì                       | городской округ  |     |
| 5     | Чжаотун                                 | 昭通市               | Zhāotōng Shì                      | городской округ  |     |
| 6     | Лицзян                                  | 丽江市               | Lìjiāng Shì                       | городской округ  |     |
| 7     | Пуэр                                    | 普洱市               | Pǔ'ěr Shì                         | городской округ  |     |
| 8     | Линьцан                                 | 临沧市               | Líncāng Shì                       | городской округ  |     |
| 9     | Дэхун-Дай-Качинский автономный округ    | 德宏傣族景颇族自治州 | Déhóng Dǎizú Jǐngpōzú Zìzhìzhōu   | автономный округ |     |
| 10    | Нуцзян-Лисуский автономный округ        | 怒江傈僳族自治州     | Nùjiāng Lìsùzú Zìzhìzhōu          | автономный округ |     |
| 11    | Дечен-Тибетский автономный округ        | 迪庆藏族自治州       | Díqìng Zàngzú Zìzhìzhōu           | автономный округ |     |
| 12    | Дали-Байский автономный округ           | 大理白族自治州       | Dàlǐ Báizú Zìzhìzhōu              | автономный округ |     |
| 13    | Чусюн-Ийский автономный округ           | 楚雄彝族自治州       | Chǔxióng Yízú Zìzhìzhōu           | автономный округ |     |
| 14    | Хунхэ-Хани-Ийский автономный округ      | 红河哈尼族彝族自治州 | Hónghé Hānízú Yízú Zìzhìzhōu      | автономный округ |     |
| 15    | Вэньшань-Чжуан-Мяоский автономный округ | 文山壮族苗族自治州   | Wénshān Zhuàngzú Miáozú Zìzhìzhōu | автономный округ |     |
| 16    | Сишуанбаньна-Дайский автономный округ   | 西双版纳傣族自治州   | Xīshuāngbǎnnà Dǎizú Zìzhìzhōu     | автономный округ |     |

Единицы окружного уровня в свою очередь делятся на 129 единиц уездного уровня (уездов, автономных уездов, районов городского подчинения и городских уездов). А те в свою очередь состоят из 1455 единиц волостного уровня.

## Вооружённые силы

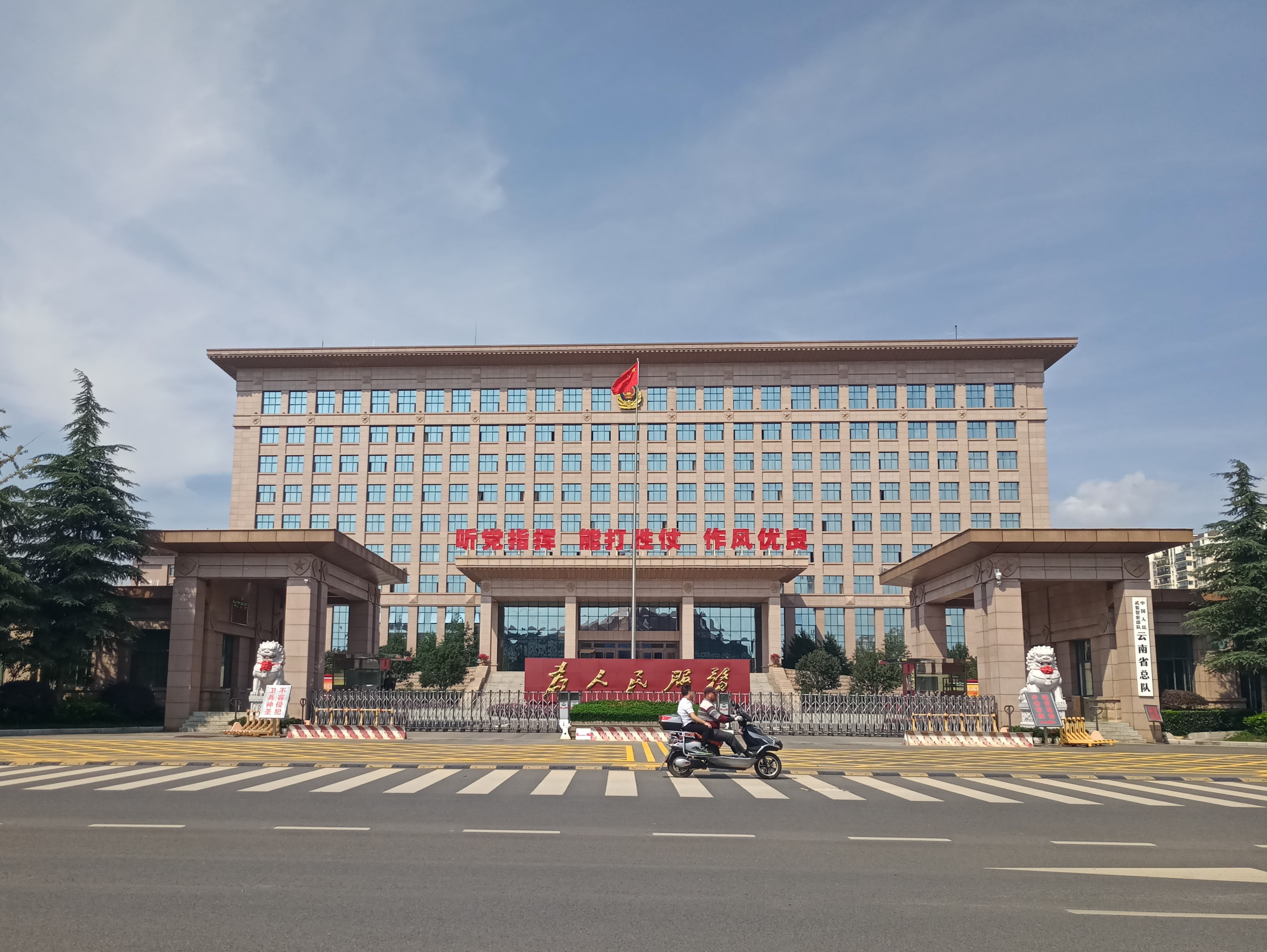
Управление военной полиции Юньнани

В Куньмине расположены штабы 75-й группы армий и 62-й базы Ракетных войск, а также Куньминское училище сухопутных войск и Куньминский центр управления космическими полётами; в Дали — штаб 31-й тяжёлой общевойсковой бригады; в Юйси — штаб 622-й ракетной бригады; в Цзяньшуй — штаб 625-й ракетной бригады. Во всех округах базируются подразделения военной полиции.

## Экономика

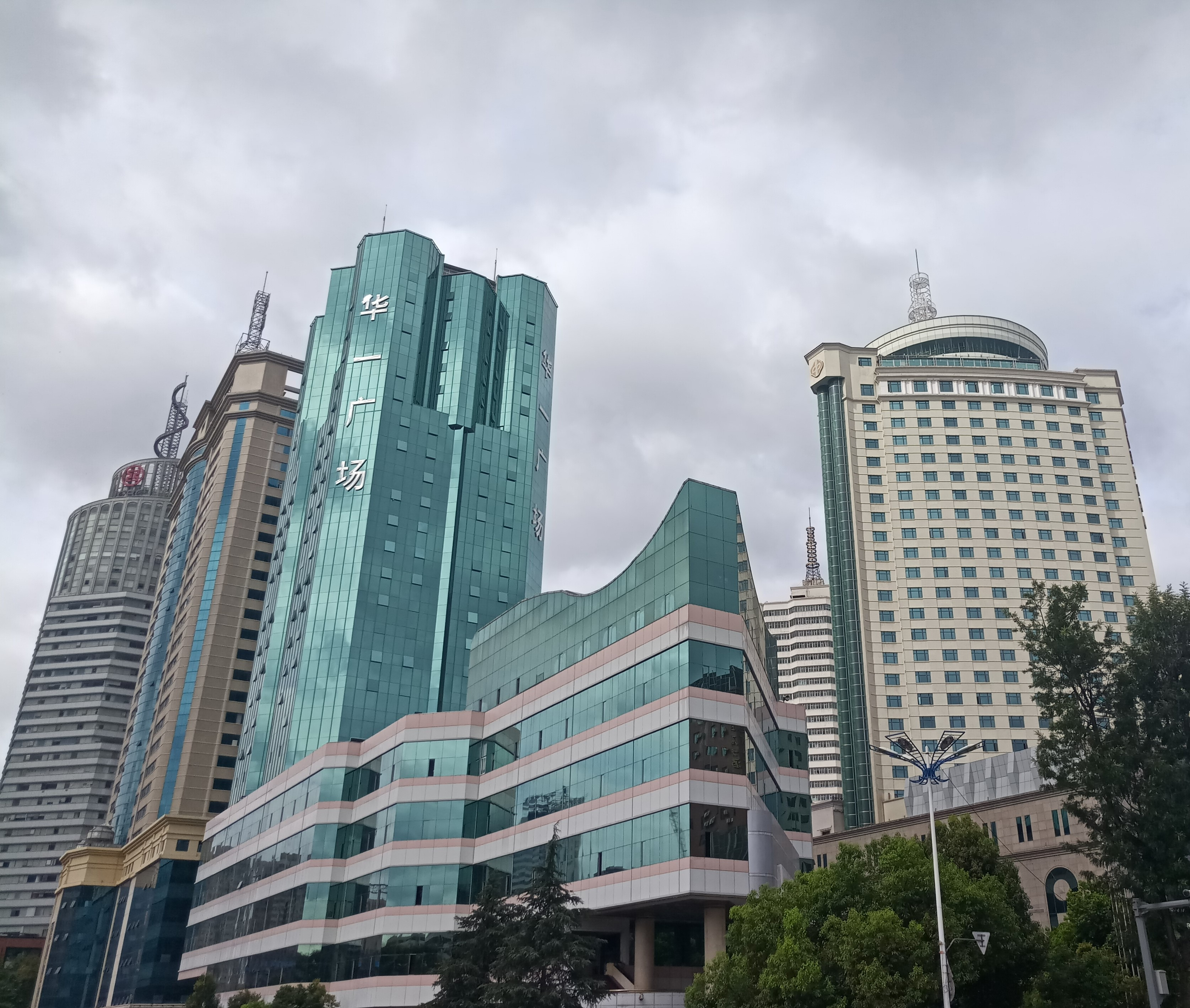
Деловой район Куньмина

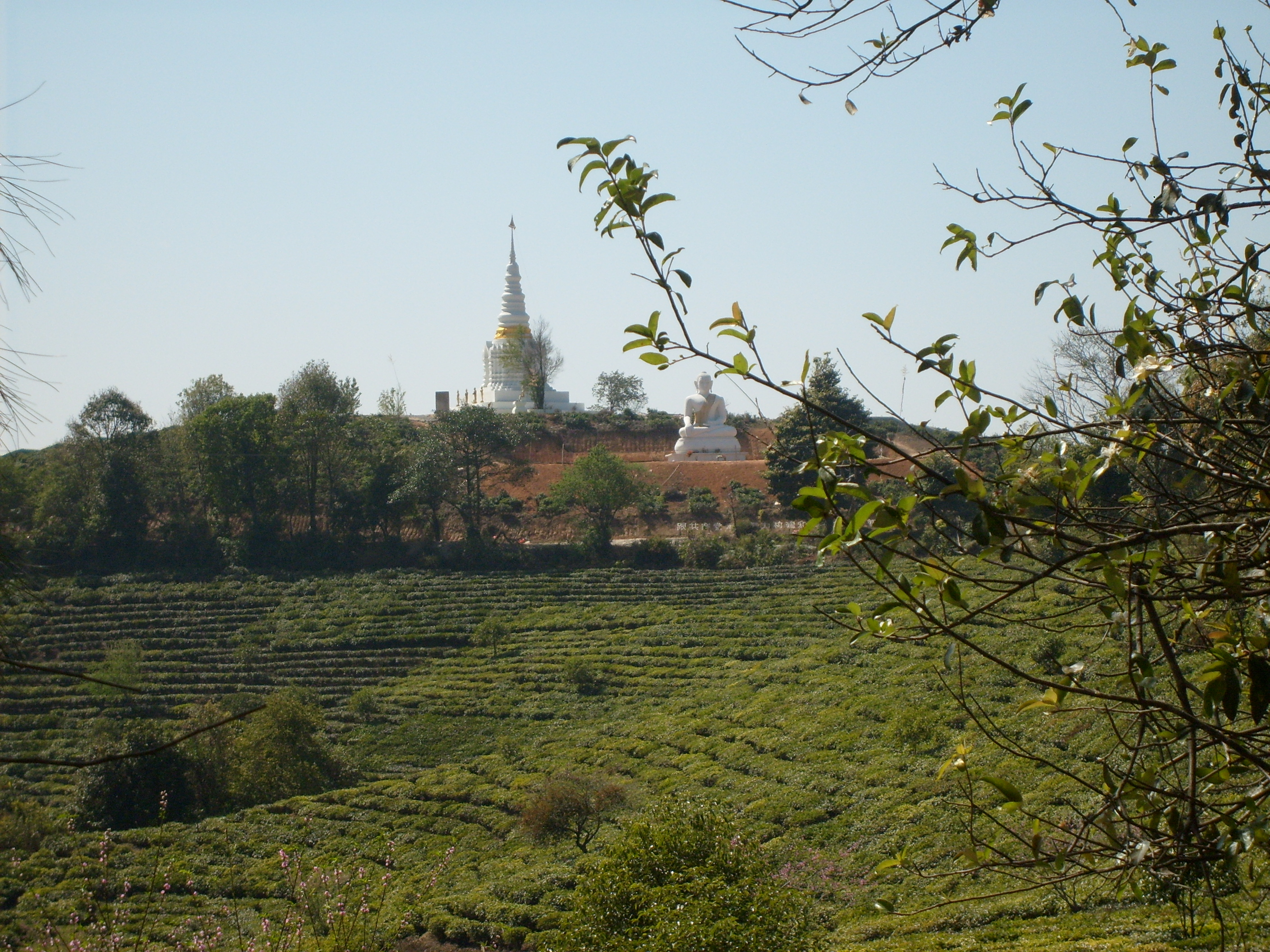
Чайные плантации

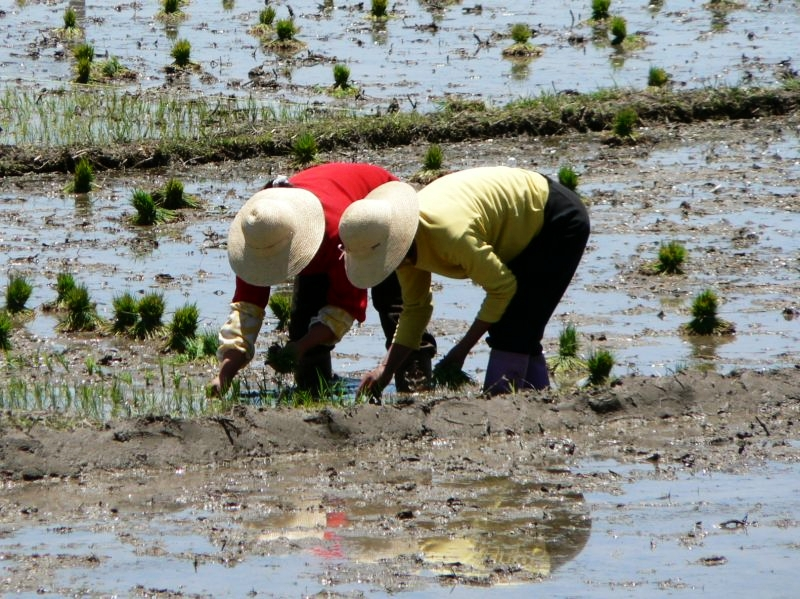
Рисовые поля

В 2017 году валовой региональный продукт провинции Юньнань составлял 1,64 трлн юаней. По итогам 2022 года ВРП провинции Юньнань достиг 2,9 трлн юаней (428 млрд долл. США). Ключевое значение имеют производство продуктов питания, алюминия и кремния. По состоянию на конец 2022 года в провинции насчитывалось более 4,9 млн субъектов рынка, что на 19,5 % больше в годовом исчислении. Кроме того, в провинции работали представительства 134 из 500 крупнейших компаний мира.
В 2023 году валовой региональный продукт провинции Юньнань увеличился на 4,4 % в годовом исчислении и превысил 3 трлн юаней (422,22 млрд долл. США). Доходы провинции от туризма достигли 1,44 трлн юаней. Объем внешнеторговых грузоперевозок в портах вырос на 32,2 %. По железной дороге Китай — Лаос было перевезено более 25 млн пассажиров и более 30 млн тонн грузов.

### Сельское хозяйство

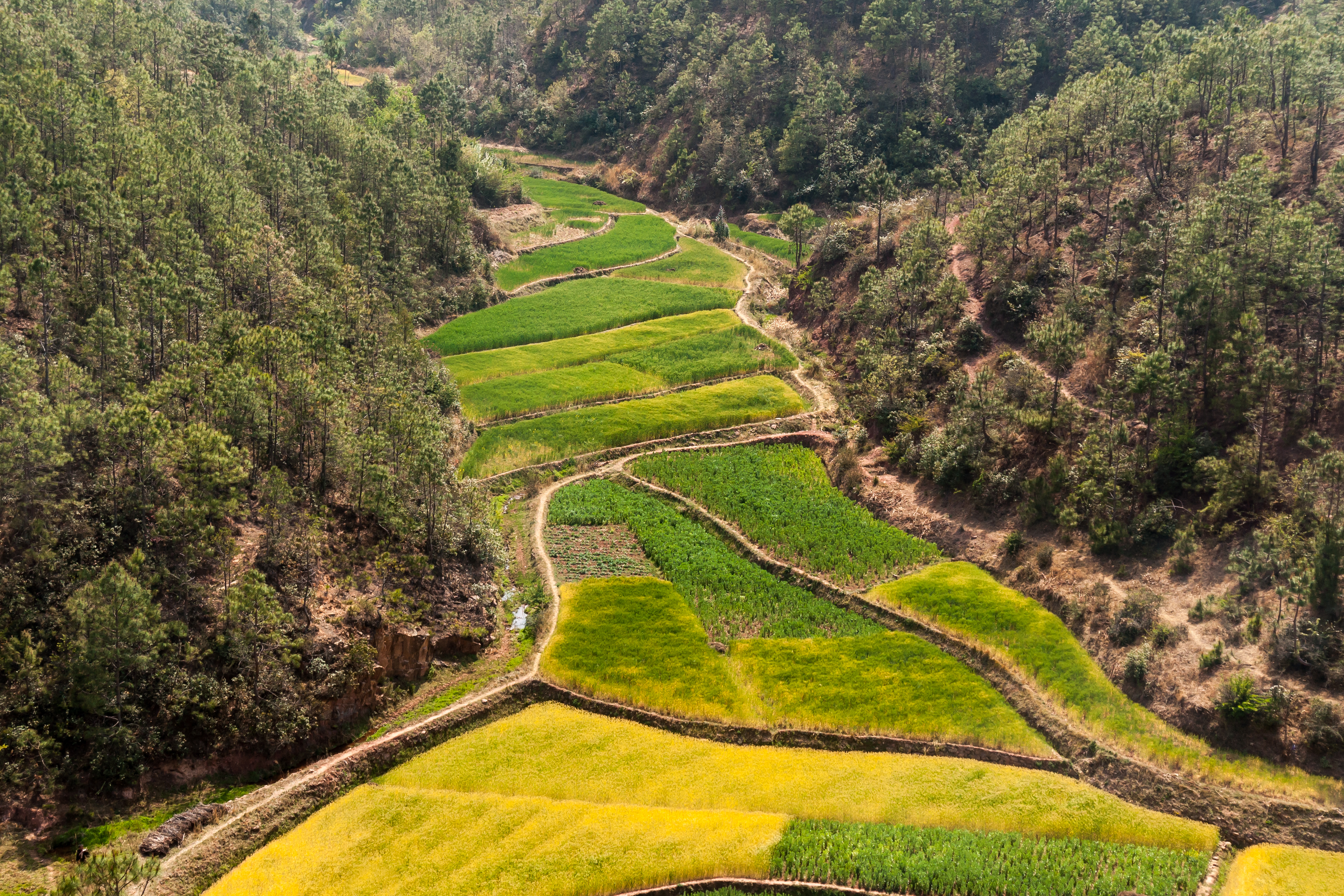
Поля в речной долине

Сельское хозяйство занимает ведущее место в экономике провинции. Благодаря тропическому климату здесь успешно выращивают чай (особо известен юньнаньский пуэр), кофе, сахарный тростник, табак, авокадо, макадамию и рис, причём последний даёт три урожая за год. На севере провинции выращивается кукуруза. По состоянию на 2020 год площадь посева зерновых составляла 4,17 млн га, объём производства зерна — 18,96 млн тонн, средняя урожайность — свыше 4549 кг с гектара. Животноводство не слишком развито в гористой Юньнани, однако, в частных хозяйствах крестьяне нередко содержат кур, уток, свиней, коров и буйволов.
С 1990-х годов Юньнань является крупнейшим производителем свежих и декоративных цветов в Китае (на долю провинции приходится 70 % свежесрезанных цветов, произведенных в стране), а в Куньмине расположен крупнейший в Китае оптовый цветочный рынок. В 2019 году общая площадь цветочных насаждений Юньнани составила более 117 тыс. га, в провинции было собрано почти 14 млрд стеблей свежесрезанных цветов, а торговый оборот цветочной отрасли превысил 75,1 млрд юаней.
В 2020 году Юньнань экспортировала 3,24 млн тонн сельскохозяйственной продукции (+ 16,4 % в годовом исчислении) стоимостью более 36 млрд юаней (около 5,57 млрд долл. США). Провинция экспортировала более 1,34 млн тонн фруктов (+ 24,8 %) на сумму 18,36 млрд юаней (+ 23,9 %), почти 1,36 млн тонн овощей (+ 15,3 %) на сумму 10,68 млрд юаней (+ 5,4 %) и 17 тыс. тонн свежесрезанных цветов (+ 33,4 %).
В 2020 году площадь посадки цветов в Юньнани составила 126,7 тыс. га, а совокупный объём производства достиг 83 млрд юаней (13,1 млрд долл. США), что на 10,5 % больше, чем годом ранее. По итогам 2021 года экспорт свежесрезанных цветов достиг 520 млн юаней (82 млн долл. США), увеличившись на 3,9 % по сравнению с 2020 годом. По этому показателю Юньнань занимает первое место в стране. Цветы из провинции главным образом были поставлены в страны Азии, Европы, Америки и Океании.
По итогам 2022 года добавленная стоимость первичного сектора экономики Юньнани составила 401,22 млрд юаней (58,2 млрд долл. США), увеличившись на 4,9 % в годовом исчислении; объем переработки сельскохозяйственной продукции превысил 1,2 трлн юаней (174,08 млрд долл. США), а располагаемый доход на душу населения сельских жителей провинции достиг 15147 юаней (2197,29 долл. США) в год, увеличившись на 6,7 % в годовом исчислении.
В первой половине 2023 года стоимость экспорта сельскохозяйственной продукции из провинции Юньнань превысила 6,8 млрд юаней (952,6 млн долл. США), заняв первое место среди западных регионов Китая. Провинция Юньнань занимала первое место в стране по стоимости экспорта свежесрезанных цветов и кофейных зерен, третье место в Китае по стоимости экспорта фруктов и четвёртое — по стоимости экспорта овощей. Основным внешнеторговым партнёром провинции были страны АСЕАН. В 2023 году общая площадь кофейных плантаций в Юньнани достигла примерно 80 тыс. га, что позволило произвести 146 тыс. тонн сырых кофейных зерен. По итогам 2024 года провинция экспортировала 32,5 тыс. тонн кофе, что на 358 % больше, чем годом ранее.
В 2024 году площадь кофейных плантаций достигла 84,47 тыс. га, а производство — 146 тыс. тонн, что составило более 98 % от общекитайского показателя.

### Промышленность
Провинция богата полезными ископаемыми: из недр Юньнани добывают олово, медь, железо, уголь, бокситы, фосфаты, золото и свинец. Свыше 30 % мировых запасов олова залегает в юньнаньской земле.
Основное место в промышленности провинции занимает цветная металлургия (государственная группа Yunnan Tin) и выплавка стали (в Куньмине и Дукоу). В округе Цюйцзин базируется государственная компания Chihong Zinc and Germanium — крупнейший в стране производитель цинка, свинца, германия и серной кислоты. В Ланьпин-Бай-Пумиском автономном уезде базируется ещё один крупный производитель цинка — компания Yunnan Jinding Zinc (подразделение многопрофильного конгломерата Hanlong Group). В столице провинции также развито машиностроение.

### Энергетика

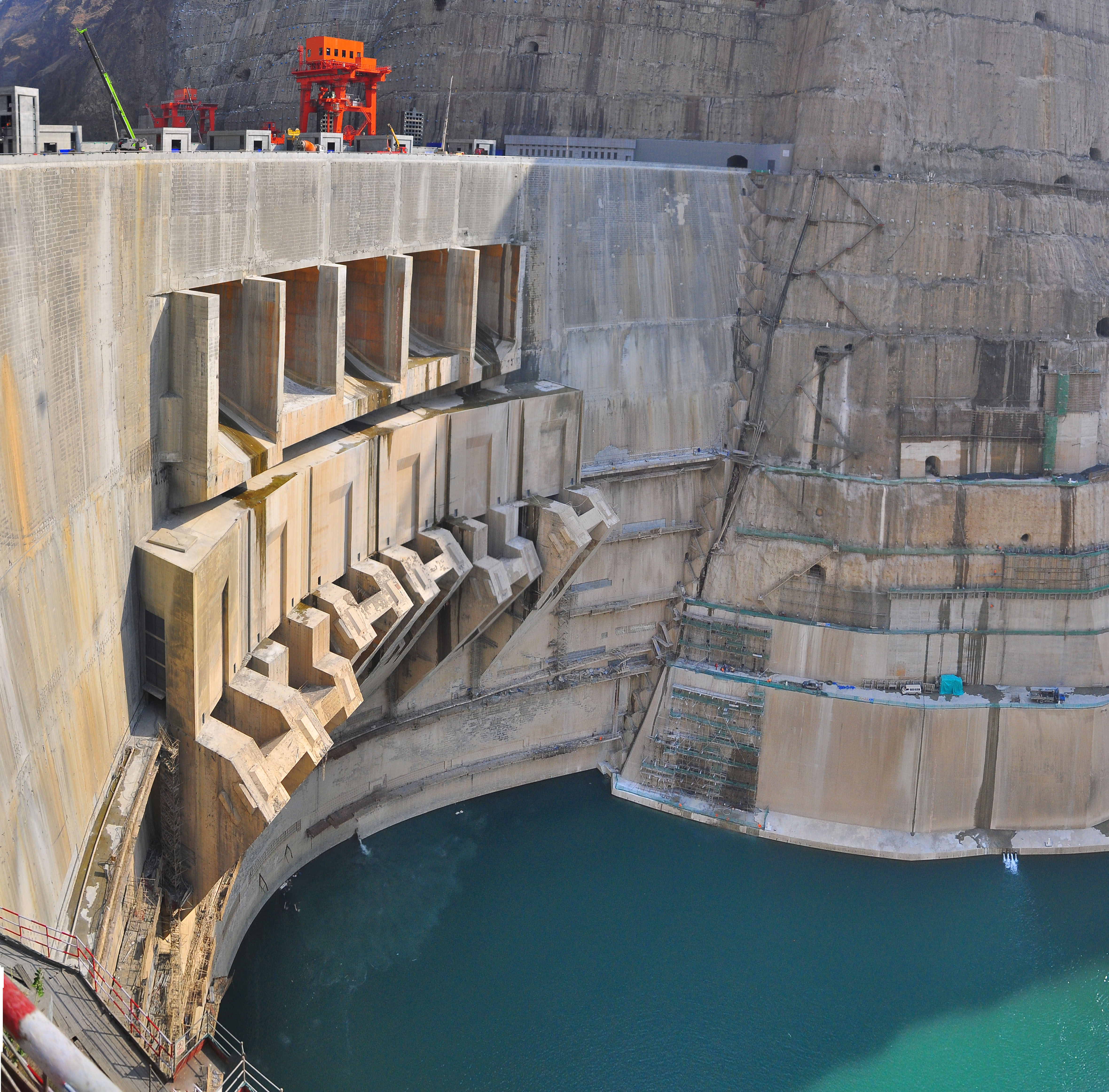
ГЭС «Улундэ»

В 2021 году на границе с провинцией Сычуань введены в эксплуатацию ГЭС «Байхэтань» (на момент запуска вторая по величине гидроэлектростанция в мире) и ГЭС «Улундэ» (на момент запуска четвертая по величине гидроэлектростанция в Китае и седьмая в мире).
К концу 2021 года общая установленная мощность по производству электроэнергии в провинции Юньнань достигла 106 млн киловатт, из которых более 90 млн киловатт, или около 90 % от общего объема, пришлось на источники экологически чистой энергии. В 2011—2021 годах в Юньнани было введено в эксплуатацию 12 гидроэлектростанций; установленная мощность юньнаньских ГЭС увеличилась с 34,99 млн до 78,2 млн киловатт (по этому показателю провинция заняла второе место в стране). В Юньнани расположено 7 из 10 крупнейших гидроэлектростанций страны. Кроме того, в 2011—2021 годах общая установленная мощность ветряных и солнечных электростанций провинции выросла с 1,53 млн до 12,78 млн киловатт.
В провинции активно развивается солнечная энергетика, крупнейшими инвесторами в отрасль являются государственные компании Yunnan Provincial Energy Investment Group и Yunnan Provincial Investment Holdings Group.
По итогам 2023 года объем выработки электроэнергии электростанциями, работающими за счет новых источников энергии, в провинции Юньнань вырос на 56 % в годовом исчислении до 41 млрд кВт⋅ч. Общая установленная мощность электростанций, работающих на новых источниках энергии, достигла 35,9 млн кВт, что составило почти 30 % от общего объёма.

### Внешняя торговля
В первой половине 2022 года объем экспорта юньнаньских кофейных зерен достиг 18 тысяч тонн на общую сумму 550 млн юаней. Продукция вывозится в страны Европейского союза (ЕС), АСЕАН, Среднего Востока и США.

## Туризм

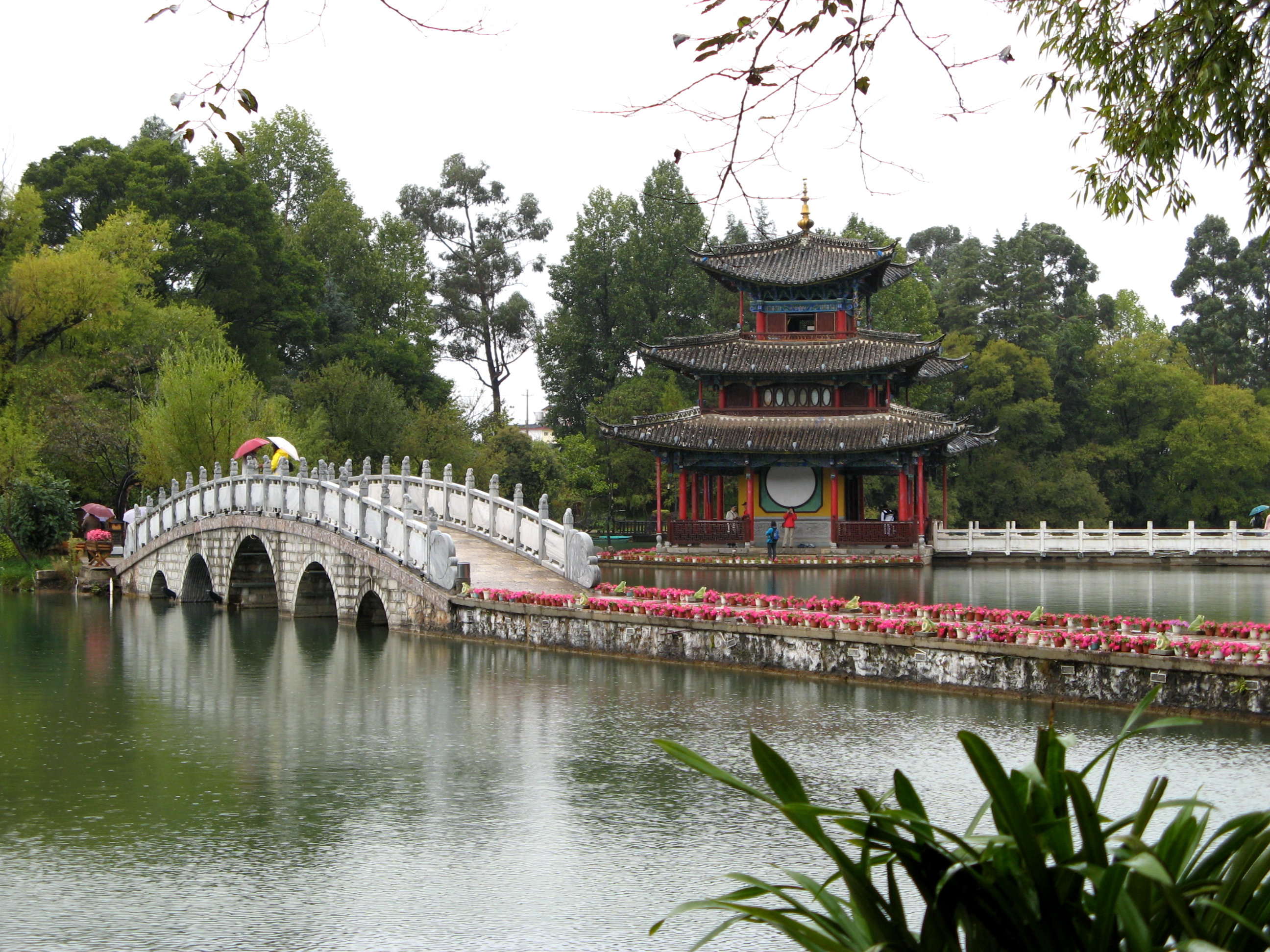
Пруд Чёрного дракона в Лицзяне

В Юньнани расположено множество популярных туристических локаций, в том числе Лицзянский старый город, пруд Чёрного дракона и горы Нефритового дракона (Лицзян), буддийский монастырь Гандэн Сумцэлинг и ущелье Прыгающего Тигра (Шангри-Ла), Три пагоды и горное озеро Эрхай (Дали), старый город народа и (Чусюн), «каменный лес» Шилинь (Шилинь-Ийский автономный уезд), горячие источники (Тэнчун), буддийский храм Юаньтун и горное озеро Дяньчи (Куньмин).
Важное значение в экономике провинции занимает сельский туризм. В 2016—2020 годах Юньнань в рамках сельского туризма посетили в общей сложности более 1,1 млрд человек, что принесло доход в размере свыше 850 млрд юаней (около 130 млрд долл. США). Только в 2019 году провинцию в рамках сельского туризма посетили 360 млн человек, доходы от которых достигли 230 млрд юаней, что составило более 20 % от совокупного дохода Юньнани от туризма.
В 2022 году сельские районы провинции приняли 312 млн туристов и заработали на туризме 256,4 млрд юаней (37,19 млрд долл. США).

## Транспорт
Основной объём железнодорожных перевозок осуществляет компания China Railway Kunming Group — дочерняя структура China State Railway Group Company. Важное значение имеют международные линии Куньмин — Хэкоу — Вьетнам и Дали — Жуйли — Мьянма, а также пассажирско-грузовые линии Шанхай — Куньмин, Чэнду — Куньмин, Наньнин — Куньмин, Нэйцзян — Куньмин и Дали — Лицзян — Шангри-Ла.

## Эпидемиология
На провинцию Юньнань приходятся 50 % всех случаев заражения малярией в КНР.
Юньнань — район, эндемичный по чуме; некоторые авторы даже полагают, что третья пандемия чумы в 1855 году началась именно в этой провинции. Спорадические случаи заболевания чумой происходят и в настоящее время.

## Наука

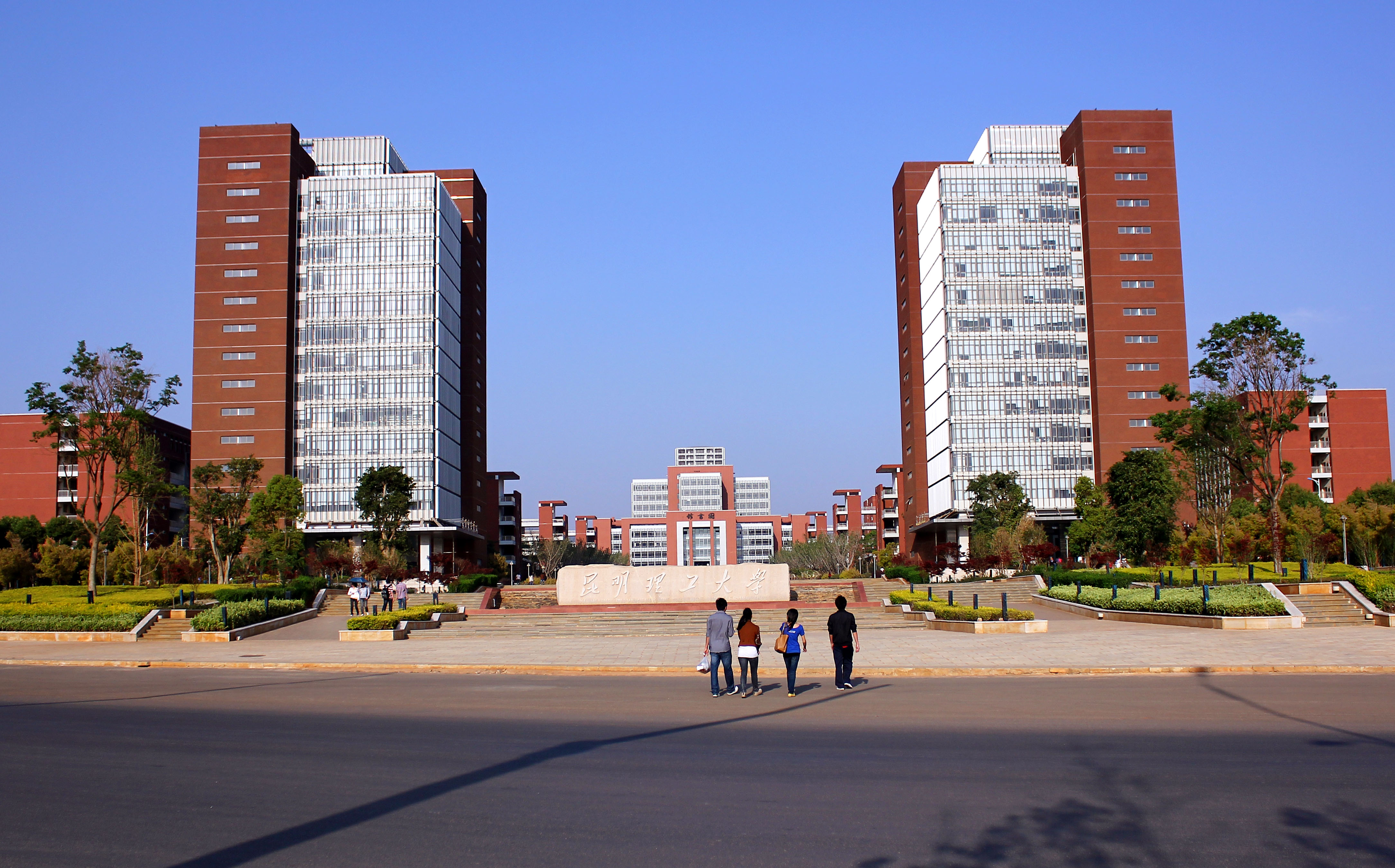
Куньминский университет науки и технологии

Ведущими научно-исследовательскими учреждениями провинции Юньнань являются Куньминский университет науки и технологии, Куньминский институт ботаники Китайской академии наук, Куньминский институт зоологии Китайской академии наук, Куньминский медицинский университет, университет Юньнань Миньцзу (Куньмин), Юньнаньский сельскохозяйственный университет (Куньмин), Юньнаньский университет (Куньмин).

### Археология
- На палеолитическом местонахождении Ганьтанцзин (Gantangjing) в уезде Цзянчуань (Jiangchuan) обнаружено кострище, мелкие кремнёвые и кварцевые орудия, а также изделия из дерева и кости[40].
- Юаньмоуский человек — самая древняя находка Homo erectus на территории КНР. Возраст находки — не позднее 780 тыс. лет и не ранее 1,1 млн лет[41].